# Esporogénesis (planta)
La esporogénesis, dentro del ciclo de vida haplo-diplonte en plantas, es la parte en la que se producen las microsporas y megasporas. Son producidas por el esporófito, diploide, que por meiosis produce una tétrade de esporas haploides. Esta es la parte del ciclo en la que se hace el cambio de diploide-haploide.
Según si se produce en la parte masculina (anteras) o femenina (óvulos), se hablará de:
- microsporogénesis
- megasporogénesis

- Datos: Q2884853